# Скотувате (Самарівський район)
Скотува́те — село в Україні, в Губиниській селищній громаді Самарівського району Дніпропетровської області. Населення за переписом 2001 року становить 48 осіб. 

## Географія
Село Скотувате знаходиться на відстані 1,5 км від села Мар'янівка. Селом тече Балка Скотувата з загатою.